# Championnats d'Europe de karaté 2019
Navigation
Édition précédente Édition suivante
Les championnats d'Europe de karaté 2019, cinquante-quatrième édition des championnats d'Europe de karaté, ont lieu du 28 au 31 mars 2019 à Guadalajara en Espagne.

## Médaillés

### Hommes
| Épreuve           | Or                                                                                                 | Argent | Bronze |
| ----------------- | -------------------------------------------------------------------------------------------------- | --- | --- |
| Kata              | Damián Quintero (ESP)                                                                              | Ali Sofuoğlu (TUR) | Roman Heydarov (AZE)                                                                                                |
| Kata              | Damián Quintero (ESP)                                                                              | Ali Sofuoğlu (TUR) | Mattia Busato (ITA)                                                                                                 |
| Kata par équipe   | Espagne José Manuel Carbonell López Sergio Galán López Francisco Jose Salazar Jover                | Turquie Duran Kutluhan Emre Vefa Göktaş Ali Sofuoğlu                                                                  | Russie Maksim Ksenofontov Mehman Rzaev Emil Skovorodnikov                                                           |
| Kata par équipe   | Espagne José Manuel Carbonell López Sergio Galán López Francisco Jose Salazar Jover                | Turquie Duran Kutluhan Emre Vefa Göktaş Ali Sofuoğlu                                                                  | Italie Gianluca Gallo Alessandro Iodice Giuseppe Panagia                                                            |
| Kumite −60 kg     | Evgeny Plakhutin (RUS)                                                                             | Angelo Crescenzo (ITA)                                                                                                | Eray Şamdan (TUR)                                                                                                   |
| Kumite −60 kg     | Evgeny Plakhutin (RUS)                                                                             | Angelo Crescenzo (ITA)                                                                                                | Emil Pavlov (MKD)                                                                                                   |
| Kumite −67 kg     | Steven Da Costa (FRA)                                                                              | Mario Hodžić (MNE) | Stefan Pokorny (AUT)                                                                                                |
| Kumite −67 kg     | Steven Da Costa (FRA)                                                                              | Mario Hodžić (MNE) | Yves Martial Tadissi (HUN)                                                                                          |
| Kumite −75 kg     | Luigi Busà (ITA)                                                                                   | Rafael Ağayev (AZE)                                                                                                   | Joe Kellaway (ENG)                                                                                                  |
| Kumite −75 kg     | Luigi Busà (ITA)                                                                                   | Rafael Ağayev (AZE)                                                                                                   | Stanislav Horuna (UKR)                                                                                              |
| Kumite −84 kg     | Uğur Aktaş (TUR)                                                                                   | Anton Isakau (BLR) | Ivan Kvesić (CRO)                                                                                                   |
| Kumite −84 kg     | Uğur Aktaş (TUR)                                                                                   | Anton Isakau (BLR) | Nikola Malović (MNE)                                                                                                |
| Kumite +84 kg     | Jonathan Horne (GER)                                                                               | Slobodan Bitević (SRB)                                                                                                | Anđelo Kvesić (CRO)                                                                                                 |
| Kumite +84 kg     | Jonathan Horne (GER)                                                                               | Slobodan Bitević (SRB)                                                                                                | Asiman Qurbanlı (AZE)                                                                                               |
| Kumite par équipe | Turquie Uğur Aktaş Enes Bulut Muratcan Deniz Erman Eltemur Murat Öz Burak Uygur Alpaslan Yamanoğlu | Serbie Vladimir Brežančić Ljubiša Marić Marko Martinović Uroš Mijalković Đorđe Salapura Đorđe Tešanović Bogdan Trikoš | Espagne Pablo Arenas Zapata Raúl Cuerva Mora Matías Gómez García Rodrigo Ibáñez Sáenz-Torre Marcos Martínez Velilla |
| Kumite par équipe | Turquie Uğur Aktaş Enes Bulut Muratcan Deniz Erman Eltemur Murat Öz Burak Uygur Alpaslan Yamanoğlu | Serbie Vladimir Brežančić Ljubiša Marić Marko Martinović Uroš Mijalković Đorđe Salapura Đorđe Tešanović Bogdan Trikoš | Croatie Enes Garibović Anđelo Kvesić Ivan Kvesić Ivan Martinac Ante Mrvičić Stjepan Štimac Zvonimir Živković        |

### Femmes
| Épreuve           | Or                                                                    | Argent                                                      | Bronze                                                               |
| ----------------- | --------------------------------------------------------------------- | ----------------------------------------------------------- | -------------------------------------------------------------------- |
| Kata              | Sandra Sánchez Jaime (ESP)                                            | Viviana Bottaro (ITA)                                       | Alexandra Feracci (FRA)                                              |
| Kata              | Sandra Sánchez Jaime (ESP)                                            | Viviana Bottaro (ITA)                                       | Dorota Balciarová (SVK)                                              |
| Kata par équipe   | Espagne Lidia Rodríguez Encabo Raquel Roy Rubio Marta Vega Letamendi  | Italie Carola Casale Terryana D'Onofrio Michela Pezzetti    | Portugal Mariana Belo Ana Cruz Patrícia Esparteiro                   |
| Kata par équipe   | Espagne Lidia Rodríguez Encabo Raquel Roy Rubio Marta Vega Letamendi  | Italie Carola Casale Terryana D'Onofrio Michela Pezzetti    | Russie Polina Kotlyarova Irina Troitskaya Mariya Zotova              |
| Kumite −50 kg     | Sophia Bouderbane (FRA)                                               | Bettina Plank (AUT)                                         | Jelena Milivojčević (SRB)                                            |
| Kumite −50 kg     | Sophia Bouderbane (FRA)                                               | Bettina Plank (AUT)                                         | Serap Özçelik Arapoğlu (TUR)                                         |
| Kumite −55 kg     | Jennifer Warling (LUX)                                                | Tuba Yakan (TUR)                                            | Amy Connell (SCO)                                                    |
| Kumite −55 kg     | Jennifer Warling (LUX)                                                | Tuba Yakan (TUR)                                            | Ivet Goranova (BUL)                                                  |
| Kumite −61 kg     | Merve Çoban (TUR)                                                     | Tjaša Ristić (SVN)                                          | Anita Serogina (UKR)                                                 |
| Kumite −61 kg     | Merve Çoban (TUR)                                                     | Tjaša Ristić (SVN)                                          | Ingrida Suchánková (SVK)                                             |
| Kumite −68 kg     | Alizée Agier (FRA)                                                    | Elena Quirici (SUI)                                         | Silvia Semeraro (ITA)                                                |
| Kumite −68 kg     | Alizée Agier (FRA)                                                    | Elena Quirici (SUI)                                         | Katrine Pedersen (DEN)                                               |
| Kumite +68 kg     | Laura Palacio Gonzalez (ESP)                                          | Eleni Chatziliadou (GRE)                                    | Meltem Hocaoğlu (TUR)                                                |
| Kumite +68 kg     | Laura Palacio Gonzalez (ESP)                                          | Eleni Chatziliadou (GRE)                                    | Titta Keinänen (FIN)                                                 |
| Kumite par équipe | Ukraine Halyna Melnyk Anita Serogina Diana Shostak Anzhelika Terliuga | Turquie Yıldız Aras Merve Çoban Eda Eltemur Meltem Hocaoğlu | Italie Lorena Busà Clio Ferracuti Laura Pasqua Silvia Semeraro       |
| Kumite par équipe | Ukraine Halyna Melnyk Anita Serogina Diana Shostak Anzhelika Terliuga | Turquie Yıldız Aras Merve Çoban Eda Eltemur Meltem Hocaoğlu | Allemagne Jana Bitsch Shara Hubrich Johanna Kneer Madeleine Schröter |